# Cordia cremersii
Cordia cremersii là loài thực vật có hoa trong họ Mồ hôi. Loài này được Feuillet mô tả khoa học đầu tiên năm 2003.